# Alto (Piemonte)
Alto é uma comuna italiana da região do Piemonte, província de Cuneo, com cerca de 104 habitantes. Estende-se por uma área de 7 km², tendo uma densidade populacional de 15 hab/km². Faz fronteira com Aquila di Arroscia (IM), Caprauna, Nasino (SV), Ormea.

## Demografia
| Variação demográfica do município entre 1861 e 2011                               |
|                                                                                   |
| Fonte: Istituto Nazionale di Statistica (ISTAT) - Elaboração gráfica da Wikipedia |